# 周刊文春
《周刊文春》（日语：／ Shūkan Bunshun */?）是日本出版社文艺春秋旗下的綜合型周刊（週刊誌），现任主编加藤晃彦。目前《周刊文春》的发行量为68万份，超过《周刊新潮》为日本发行量最大的周刊。

## 杂志简介
《周刊文春》创刊于1959年4月，其歷史與銷售度與早三年創刊的新潮社《周刊新潮》並列。其开创了現今日本週刊刊登“非报纸或电视式的文章”的出版风格。
自1977年5月12日以来，《周刊文春》的所有封面和插图均由和田诚负责。2017年7月20日，由和田诚所负责的《周刊文春》封面已经发行了2,000期。
《周刊文春》每周四发行，日本部分地区会延后到周五或周六出街；售价为480日元（含消费税）。
《周刊文春》的实际发行量在1988年至1992年之间达到了60万份，而在1993年更是增长至70万份。在1992年下半年到1993年上半年期间里，《周刊文春》战胜了其主要对手《周刊新潮》与《周刊现代》，位居日本综合类周刊杂志发行量第一。但是随后到1994年，《周刊文春》的发行量骤降至60万份，被小学馆的《周刊邮报》和讲谈社的《周刊现代》超过。2007年下半年，《周刊文春》的发行量达到52万份；而到了2008年上半年，其发行量又回落到50万份。以内容报道小报化的《周刊文春》在2004年上半年到2008年下半年一直稳居日本综合类杂志发行量前十。
根据2016年《周刊文春》主编新谷学的说法，当实际销量达到当期发行量的“八成”时，即视为“售尽”。 而在2016年的1月28日号、2月4日号、2月18日号和8月25日号因为其报道内容触及社会热点问题而售尽。
《周刊文春》经常会爆出名人丑闻或花边新闻，往往能轰动社会，甚至能扭转名人的演艺或政治生命，故有“文春砲”（／ Bunshunhō）之称。

## 著名報導
- 1984年 - 三浦和義事件
- 1989年 - 女子高中生水泥埋屍案犯人的真名
- 1991年 - 江青夫人之遺書[5][6]
- 1999年 - 強尼·喜多川性侵傑尼斯練習生醜聞
- 2000年 - 森喜朗「Who are you?」假新聞
- 2001年 - 稱考古學家賀川光夫存在學術造假行為，致其自殺[7]。
- 2004年 - 田中眞紀子女兒離婚報導。因在出版前就被當事人發現，後被東京地方法院要求禁止出版該期[8]。
- 2006年 - 日本駐上海總領事館員工自殺案
- 2012年 - 加藤嘉一學歷造假[9]，澤尻英龍華吸食大麻
- 2013年 - 飛鳥涼吸毒[10][11]
- 2014年 - 佐村河内守使用槍手[12]，清原和博吸毒[13]，北野武離婚[14]
- 2016年 - 甘利明經濟再生擔當大臣涉嫌受賄[15]，Becky與川谷繪音外遇，宮崎謙介議員外遇[16]，高木京介參與賭博[17]，舛添要一東京都知事公款私用[18]，鳥越俊太郎東京都知事參選人非禮女大學生未遂[19]，名嘴西恩K學歷造假並曾整形
- 2017年 - 渡邊謙外遇，宮迫博之外遇[20]，山尾志櫻里議員外遇[21]，初鹿明博議員猥褻女性[22]
- 2018年 - 小室哲哉外遇，米山隆一新潟縣知事與女大學生援交[23]，小山慶一郎與加藤成亮同未成年女性飲酒[24]
- 2019年 - 兼近大樹曾拉女高中生賣淫[25]，菅原一秀經濟產業大臣涉嫌賄選[26]，河井克行法務大臣夫婦涉嫌賄選[27]
- 2020年 - 東出昌大與唐田英里佳外遇[28]，黑川弘務檢察長與記者打麻將賭博[29]，渡部建外遇[30]
- 2021年 - 习近平个人情报泄露和中国的大规模监控[31]，東京奧運開幕式相關事件[32]
- 2023年 - DOWN TOWN松本人志和小泽一敬（日语：小沢一敬）和多名女性在酒会时进行性骚扰事件[33][34]。
- 2024年 - 中居正广和富士电视台员工聚餐时对其主播进行性侵（英语：Masahiro Nakai scandal and channel hostilities）事件[35][36][37]。

## 主办奖项

### 文春酸莓奖
参考美国金酸莓奖而设立的针对日本每年最差电影评选的奖项，于2005年成立。

## 相關人士

### 歷任總編輯
- 田中健五
- 花田紀凱
- 新谷学（2012年4月 - 2018年7月、現編輯局長）
- 加藤晃彥（2018年8月 - 現職）